# Ommata romani
Ommata romani är en skalbaggsart som beskrevs av Aurivillius 1919. Ommata romani ingår i släktet Ommata och familjen långhorningar. Inga underarter finns listade i Catalogue of Life.